# Sant Jaume de Montclar
Sant Jaume de Montclar és una església barroca de Montclar d'Urgell, al terme municipal d'Agramunt (Urgell). És una obra inclosa en l'Inventari del Patrimoni Arquitectònic de Catalunya.

## Descripció

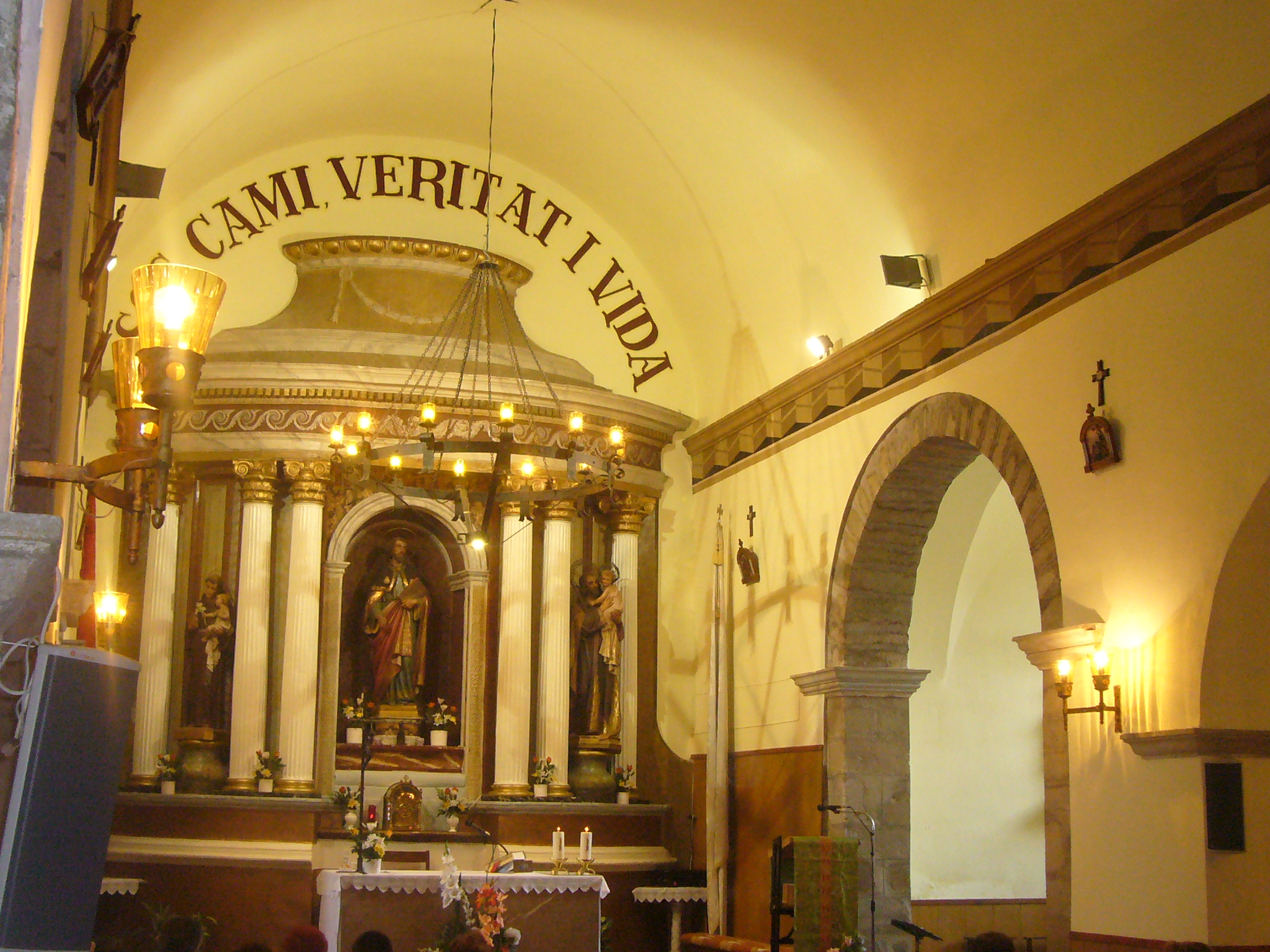
Interior de l'església

Església de nau única coberta amb volta de canó, la qual s'obre amb tres capelles laterals mitjançant un arc de mig punt. En cada banda del transsepte s'hi aixequen dues petites cúpules. L'absis principal és poligonal. En el reracor s'hi veu un element destacable i innovador per les esglésies d'aquesta època. Hi ha una doble tribuna, una que comunica amb el castell de Montclar, i una altra inferior corresponent a la mateixa església. L'entrada de l'església és als peus, el mur de ponent, a través d'una gran escalinata i un arc de mig punt fet a base de totxanes. El campanar és quadrangular subdividit en tres pisos. En el primer pis hi ha les obertures de mig punt on s'hi alberguen les campanes i a l'últim pis hi ha un rellotge a cada cara de la torre. És fet a base de carreus regulars perfectament tallats i és coronat amb una coberta piramidal.

## Història
Anteriorment d'aquesta església actual hi havia hagut l'església medieval, possiblement dedicada a Sant Joan. Per això està construïda al segle xvii sobre una anterior església dedicada ha Sant Joan. L'església va dependre de Sant Pere d'Àger fins al segle xix. A l'est se situa el campanar datat de l'any 1628 en el qual hi ha dues campanes construïdes l'any 1814.